# Şenes Erzik
Şenes Erzik (Giresun, 18 september 1942) is een Turks sportbestuurder. Hij is vicevoorzitter van de Europese voetbalbond UEFA en voorzitter van het Comité fair play en sociale verantwoording van de UEFA. Hij werkte verder als marketingadviseur voor UNICEF. Hij spreekt vloeiend Duits, Engels, Frans en Turks.